# Begonia cavaleriei
Begonia cavaleriei é uma espécie de Begonia, nativa da China.

## Sinônimo
- Begonia cavaleriei var. pinfaensis H.Lév.